# Гарсіа Альварес де Толедо-і-Осоріо
Гарсі́а Альва́рес де Толе́до-і-Осо́ріо (ісп. García Álvarez de Toledo y Osorio; нар. 29 серпня 1514 — пом. 31 травня 1578) — іспанський військовий і політик на службі у Карла V та Філіпа II, морський капітан-генерал, віце-король Каталонії та Сицилії, 4-й маркіз Вільяфранка, 1-й герцог Фернандина та 1-й принц князівства Монтальбан.

## Життєпис

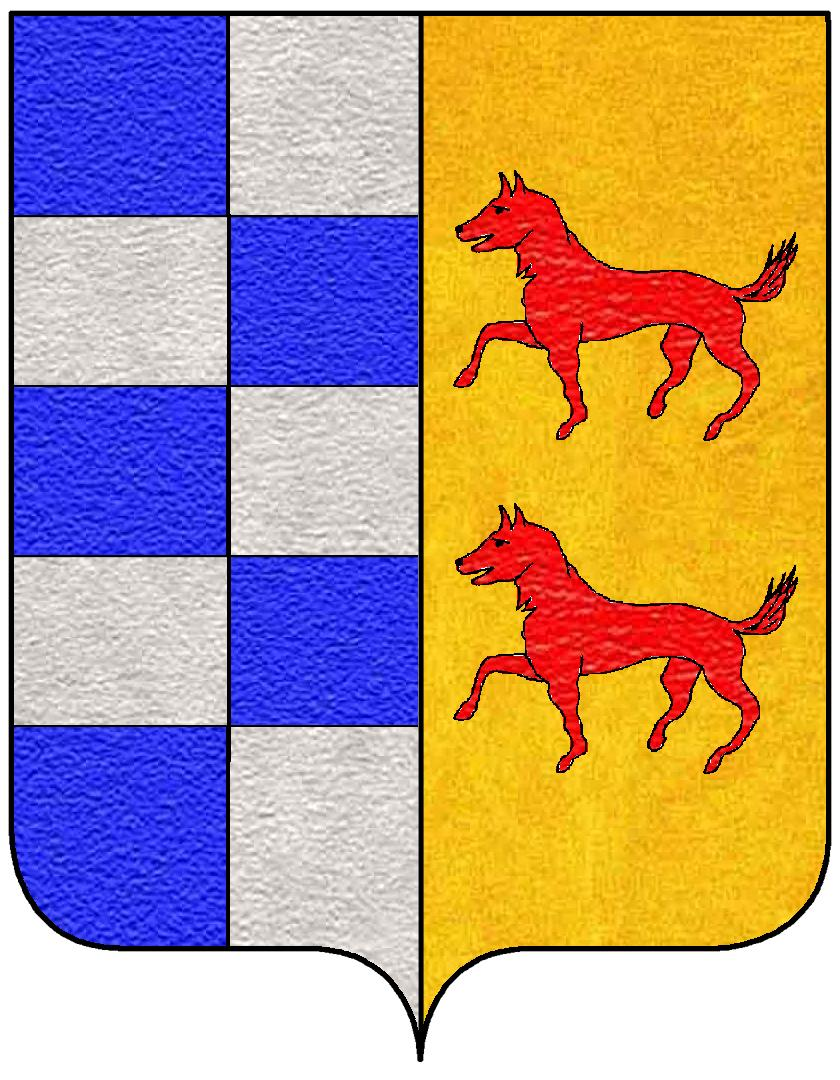
Герб родини Альварес із Вільяфранки

Гарсіа Альварес де Толедо-і-Осоріо народився 29 серпня 1514 року у містечку Вільяфранка-дель-Б'єрсо, в Кастильській Короні Іспанської імперії. Був другим сином віце-короля Неаполя Педро Альвареса де Толедо-і-Суньїгі (1484-1553) та Марії Осоріо-і-Піментель (1490-1539), 2-ї маркізи Вільяфранка, а також онуком Фадріке Альвареса де Толедо-і-Енрікеса (1460-1531), 2-го герцога Альбського. Серед численних братів і сестер Гарсіа була Елеонора Толедська (1522-1562), дружина Козімо I, великого герцога Тоскани.

### Військова кар'єра
Як і старший брат Фадріке (1510-1569), Гарсіа обрав військову кар'єру. Службу розпочав за наказом Андреа Доріа на галерах Неаполітанського королівства — керував двома галерами. 
У березні 1533 року батько Гарсіа (віце-король Неаполя) попросив Карла V дозволити його сину командувати ще чотирма галерами королівства — щоб протистояти владі Андреа Доріа, з яким віце-король конфліктував через політику проти неаполітанських баронів. Віце-король продовжував наполягати, поки в 1535 році, під час Туніської кампанії, Гарсія не отримав командування сімома королівськими галерами Неаполя від імені свого батька, як капітан-генерал і з платнею 1200 дукатів на місяць, водночас він мав дві власні галери, озброєні та призначені для служби Неаполітанському королівству.
У 1535 році відзначився під час захоплення Туніса у битві з османським флотом під головуванням капудан-паши (головнокомандувача) Барбаросси. Також брав участь у битвах при Ла-Гулетті, Алжирі, Сфаксі, Келібії та Махдії.
Військово-морські походи Гарсіа поширювалися на Егейське море та все центральне Середземномор'я. Гарсіа розбагатів — у 1544 році вже володів власним будинком у Неаполі.
У 1552 році у Неаполі одружився із Вітторією Колонна де Арагон, донькою Асканіо Колонни (1500-1557), 2-го герцога Паліано, і Джованни де Арагон (1502-1575), а також племінницею поетеси Вітторії Колонни.
Також обіймав посади генерал-полковника піхоти Неаполітанського королівства та віцекороля Каталонії (1558-1564). 
У 1564 році, після другого завоювання іспанцями острова Пеньйон-де-Велес-де-ла-Гомера (завдання, яке вважалося нездійсненним) — отримав посаду віце-короля Сицилії (1564-1566).

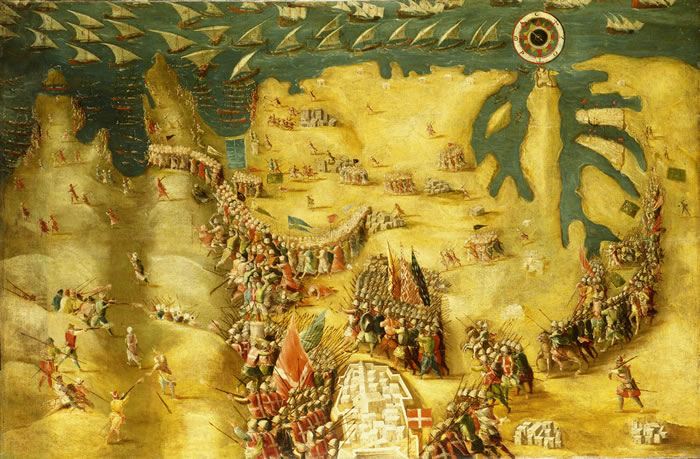
Картина Маттео Перес «Облога Мальти - втеча турків»
(зображує армію віце-короля Сицилії Гарсіа Альвареса де Толедо-і-Осоріо, яка атакує відступаючих османів)

У вересні 1565 році посприяв зняттю облоги Мальти — прибув на підмогу мальтійським лицарям на чолі дев'ятитисячної армії. Османські війська, які майже чотири місяці тримали острів в облозі, змушені були відступили (у османів повернулась назад лише чверть війська, а смерть султана Сулеймана I зірвала його намір повторити штурм Мальти наступного року).
У 1567 році — пішов у відставку з військової служби, а згодом — став радником короля Іспанії Філіпа II.

### Одруження дітей та успадкування титулу
9 червня 1568 року у Флоренції було підписано шлюбний договір між П'єтро Медічі (1554-1604) та донькою Гарсіа і Вітторії — Леонорою (1553-1576), яка народилася і виросла у Флоренції. Гарсіа зобов'язався видати частинами придане доньки в розмірі 40 тисяч золотих ескудо, половину з яких мали йому повернути, якщо подружжя не матиме дітей. Весілля відбулося у квітні 1571 року, але шлюб закінчився трагічно: П'єтро Медічі виявив подружню зраду дружини та вбив її на віллі неподалік Флоренції 9 червня 1576 року.
У 1569 році Гарсіа успадкував титул 4-го маркіза Вільяфранка — після смерті старшого брата, Фадріке Альвареса де Толедо-і-Осоріо, 3-го маркіза Вільяфранка (1539-1569), який не мав дітей. Цього ж року Гарсіа отримав дозвіл Філіпа II на купівлю герцогства Фернандина та князівства Монтальбан. Разом із землями отримав титули 1-го герцога Фернандина та 1-го принца Монтальбанського. Куплені землі забезпечили значні доходи і можливість мати справу на рівних з вищою неаполітанською знаттю.
У 1576 році первісток Гарсіа і Вітторії — Педро Альварес де Толедо-і-Осоріо (1546-1627) — одружився з Ельвірою де Мендоса (1565-?), донькою Іньїго Лопеса де Мендоси, 3-го маркіза де Мондехара та віце-короля Неаполя. Другий син, Антоніо, став пріором Ордену лицарів госпіталю святого Іоанна Єрусалимського.
У 1578 році Гарсіа оформив шлюб доньки Марії із Фадріке Альваресом де Толедо-і-Енрікесом (1537-1583), який у 1582 році став 4-м герцогом Альбським. Доньку Хуану — видав заміж за її двоюрідного брата Бернардіно Піментеля (бл. 1560-1600), 3-го маркіза де Тавара. Доньку Інес — за Хуана Пачеко, 2-го маркіза Серральбо (?-1592), а доньку Анну (?-1596) — за Гомеса Давіла (?-1616), 2-го маркіза де Велада.

### Смерть і похорон
Помер 31 травня 1578 року у Неаполі, на своїй віллі в районі К'яйя. Церемонія поховання пройшла з військовими урочистостями. Тіло поклали до гробниці, яку батько Гарсіа замовив у Джованні да Нола. Гробниця знаходиться у неапольській церкві Сан-Джакомо-дельї-Спаньолі.

## Образ у мистецтві
- Гарсіа присвятили хвалебні вірші Бенедетто Варкі (1503-1565), Жан де ла Вега[fr], Бернардіно Рота[it] (1509-1574), Людовіко Патерно (1533—?), Франсіско де Альдана[es] (1537-1578), Джуліо Чезаре Капаччо[it] (1550-1634) і Луїджі Тансілло[it] (1510-1568). Останній також супроводжував Гарсіа в більшості морських кампаній його юності як придворний поет.
- Гарсіа Альварес де Толедо-і-Осоріо — один із героїв твору Джованні Камерати «Questione dove si tratta chi meriti più honore o il soldato o il letterato» (Болонья, 1567).
- Військові досягнення Гарсіа оспівані у книзі Луїса Велеса де Гевари[es] (1579-1644) «El cerco del Peñón» про захоплення Велес-де-ла-Гомера.